# Parafia Świętej Rodziny w Wielkim Klinczu
Parafia Świętej Rodziny w Wielkim Klinczu – rzymskokatolicka parafia w Wielkim Klinczu należąca do dekanatu kościerzyna diecezji pelplińskiej.
Erygowana w 1970 roku. Prowadzą ją księża Misjonarze Świętej Rodziny.